# Bielsk Podlaski
Bielsk Podlaski este un oraș în Polonia.